# Liste bekannter Übersetzer aus dem Altgriechischen
Die Liste bekannter Übersetzer aus dem Altgriechischen erfasst alle literarisch oder fachlich ausgewiesenen Übersetzer altgriechischer Literatur einschließlich Philosophie, Theologie, Fachwissenschaften und sonstiger Texte. Eingeschlossen sind auch Übersetzungstheoretiker.

## Übersetzer ins Lateinische
- Boëthius
- Cicero
- Jakob von Venedig
- Joachim Périon

## Übersetzer ins Arabische
- Hunayn ibn Ishaq

## Übersetzer ins Deutsche

### A
- Otto Apelt
- Markus Asper

### B
- Dieter Bremer
- Kai Brodersen
- Ernst Buschor

### D
- Eugen Dönt
- Johann Jakob Christian Donner
- Paul Dräger

### E
- Dietrich Ebener
- Bernd Effe
- Winfried Elliger

### F
- Josef Felix
- Hellmut Flashar
- Hanns Floerke
- Manfred Fuhrmann

### G
- Marion Giebel
- Olof Gigon
- Reinhold F. Glei
- Durs Grünbein

### H
- Roland Hampe
- Peter Handke
- Dirk Uwe Hansen
- Richard Harder
- Christian Gottlob Heyne
- Friedrich Hölderlin
- Uvo Hölscher
- August Horneffer
- Martin Hose

### J
- Friedrich Jacobs

### K
- Johann Friedrich Salomon Kaltwasser
- Gernot Krapinger
- Hans-Wolfgang Krautz
- Peter Krumme
- Bernhard Kytzler

### L
- Georg Peter Landmann
- Martin Luther

### M
- Walter Marg
- Arno Mauersberger
- Peter v. Möllendorff
- Eduard Mörike
- Walter Müri

### N
- Rainer Nickel

### P
- Karl Plepelits

### R
- Peter Rau
- Hans Rupé
- Rudolf Rufener

### S
- Wolfgang Schadewaldt
- Thassilo von Scheffer
- Albert von Schirnding
- Friedrich Schleiermacher
- Karl Christoph Schmieder
- Harry C. Schnur
- Otto Schönberger
- Rudolf Alexander Schröder
- Raoul Schrott
- Johann Georg Schulthess
- Ludwig Seeger
- Otto Seel
- Horst Seidl
- Ekkehard Stärk
- Emil Staiger
- Helmut von den Steinen
- Kurt Steinmann
- Friedrich Andreas Stroth
- Thomas A. Szlezák

### T
- Max Treu

### V
- Karl Gustav Vollmoeller
- Johann Heinrich Voß

### W
- Anton Weiher
- Oskar Werner
- Christoph Martin Wieland
- Ulrich von Wilamowitz-Moellendorff
- Peter Witzmann
- Ludwig Wolde

### Z
- Hans Günter Zekl
- Bernhard Zimmermann

## Übersetzer ins Englische

### A
- Matthew Arnold

### C
- George Chapman
- Peter Constantine
- William Cowper

### F
- Harold North Fowler

### H
- Gregory Hays

### L
- Walter Rangeley Maitland Lamb

### M
- Gilbert Murray

### N
- Francis William Newman

### P
- Douglass Parker
- Alexander Pope

### S
- Anna Swanwick

### T
- Thomas Taylor

### W
- William Watson Goodwin
- Robin Waterfield
- Ichabod Charles Wright

## Übersetzungen ins Französische
- Gilles Boileau
- Pierre de Boissat
- Jacques de Tourreil
- André-Jean Festugière
- René Antoine Gauthier
- Jean Goulu
- Jean-Yves Jolif
- Jacques Le Gras
- Nicolas Perrot d’Ablancourt
- François Tallemant der Ältere

## Übersetzungen ins Portugiesische
- Frederico Lourenço